# Ипилија
Ипилија (енгл. Ipilya) је митолошко биће из митологије абориџинских народа. Ово биће наводно обитава у мочварама широм Аустралије.

## Опис ипилија

### Опис ипилија у митологији и народним предањима
У митологији ипилија је велико биће које је боравило у мочварама. Према абориџинским легендама ово биће је нестала јер су се мочваре у којима је обитавало исушиле. 

### Опис ипилија из модерног доба

#### У креационизму
Према ријечима креациониста ипилија је један од доказа да су људи живјели заједно са диносаурусима. Они га описују као биће налик на диносауруса из групе Сауропода.